# IO-Link
IO-Link는 디지털 센서와 액추에이터를 산업용 필드버스 유형에 연결하는 데 사용되는 단거리, 양방향, 디지털, 지점 간, 유선(또는 무선) 산업용 통신 네트워킹 표준(IEC 61131-9)이다. 또는 일종의 산업용 이더넷이다. 목적은 풍부한 데이터 세트를 생성하고 소비할 수 있는 센서와 액추에이터의 개발 및 사용을 가능하게 하는 기술 플랫폼을 제공하는 것이다. 이를 통해 산업 자동화 프로세스 및 운영을 경제적으로 최적화하는 데 사용할 수 있다. 기술 표준은 "Profibus and Profinet International"이라는 산업 협회에서 관리한다.

## 시스템 개요
IO-Link 시스템은 IO-Link 마스터와 하나 이상의 IO-Link 장치(예: 센서 또는 액추에이터)로 구성된다. IO-Link 마스터는 상위 컨트롤러(PLC)에 대한 인터페이스를 제공하고 연결된 IO-Link 장치와의 통신을 제어한다.
IO-Link 마스터에는 한 번에 하나의 장치만 연결할 수 있는 하나 이상의 IO-Link 포트가 있을 수 있다. 이는 집중 장치로서 기존 스위칭 센서 및 액추에이터의 연결을 가능하게 하는 "허브"일 수도 있다.
IO-Link 장치는 지능형 센서, 액추에이터, 허브일 수도 있고, 양방향 통신으로 인해 메카트로닉 구성요소일 수도 있다. IO-Link 연결이 있는 그리퍼 또는 전원 공급 장치. IO-Link와 관련하여 지능적이라는 것은 장치에 식별 데이터가 있음을 의미한다. IO-Link 프로토콜을 통해 읽거나 쓸 수 있는 유형 지정 및 일련 번호 또는 매개변수 데이터(예: 감도, 스위칭 지연 또는 특성 곡선). 이를 통해 예를 들어 작동 중에 PLC에 의해 매개변수를 변경할 수 있다. 그러나 지능적이라는 것은 상세한 진단 정보를 제공할 수 있다는 의미이기도 하다. IO-Link와 함께 전송된 데이터는 예방적 유지보수 및 서비스에 자주 사용된다. 더러워질 위험이 있는 경우 IO-Link를 통해 적시에 보고하도록 광학 센서를 설정할 수 있다. 클리닝(cleaning) 작업은 더 이상 놀라운 일이 아니며 생산을 방해하지 않는다.
센서와 액추에이터의 매개변수는 장치 및 기술마다 다르므로 설명 언어 XML이 포함된 IODD(IO 장치 설명) 형식의 매개변수 정보이다. IO-Link 커뮤니티는 엔지니어링 또는 마스터 도구에서 장치에 적합한 IODD를 제시하는 데 사용할 수 있는 "IODD Finder"에 대한 인터페이스를 제공한다.

## 문헌
- Joachim R. Uffelmann, Peter Wienzek, Myriam Jahn: IO-Link. The DNA of Industry 4.0. Edition 1. Vulkan-Verlag GmbH, Essen 2018, ISBN 978-3-8356-7390-8.